# SN 2011dh
SN 2011dh是一顆位於渦狀星系（M51）的超新星。該超新星是發現於2011年5月31日的II型超新星，發現時視星等13.5，座標是13:30:05.08 +47:10:11.2。

## 發現
SN 2011dh是由 Tom Reiland、Thomas Griga、Amédée Riou 和 Stephane Lamotte Bailey 發現，並且由數個單位確認，其中包含了帕洛马瞬变工厂（Palomar Transient Factory，PTF）。它的候選前身星則在哈伯太空望遠鏡座標13:30:05.119 +47:10:11.55的影像中被拍攝到。該前身星可能是原始質量18到24倍太陽質量的高光度黃超巨星。該超新星於同年6月19日達到最高亮度12.1等。
來自凱克天文台的發射光譜以及帕洛马瞬变工厂的資料指出這顆II型超新星的光譜是帶有天鵝座P型星巴耳末系光譜的相對偏藍連續譜。這是一個不尋常的事件，因為在星系內的超新星光譜通常幾乎都是完全連續的。當時預期該超新星在北半球可觀測連續數個月。
SN 2011dh是17年內在渦狀星系內繼SN 1994I和SN 2005cs之後觀測到的第三顆超新星，對於單一星系而言，可說發現了相當多的超新星。一般預測在一個星系內大約每四十年會有一顆超新星。

## 觀測
因為有許多業餘觀測者的觀測活動，這顆超新星SN 2011dh很難被忽略。2011年6月25日起它的星等保持在12.7一段時間。雖然它的光度是肉眼可見下限6.5等星的三百分之一，它在黑暗的夜空中仍是搭載了新式CCD的業餘望遠鏡容易觀測的目標。

## 外部連結
- GIF animation of pre and post images of SN 2011dh（页面存档备份，存于）
- Views of the developing supernova（页面存档备份，存于）
- SN 2011dh progenitor?Archive.today的存檔，存档日期2012-12-12
- Magnitude comparison 2011-06-02
- Twitter Helps Astronomers Zero-In on M51 Supernova（页面存档备份，存于） (Jun 6, 2011 Ian O'Neill)
- M51 (Whirlpool Galaxy) at Las Cumbres Observatory on 6 Jun 2011
- Supernova sn2011dh in M51 is brightening!（页面存档备份，存于） (June 14, 2011 Ian Musgrave)
- PTF11eon/SN2011dh: Discovery of a Type IIb Supernova From a Compact Progenitor in the Nearby Galaxy M51（页面存档备份，存于） (arXiv:1106.3551 : 17 Jun 2011)
- Panchromatic Observations of SN 2011dh Point to a Compact Progenitor Star（页面存档备份，存于） (arXiv:1107.1876 : 10 Jul 2011)